# Ceylon ai Giochi della XIV Olimpiade
Ceylon parteciparono ai Giochi della XIV Olimpiade, svoltisi a Londra, dal 20 luglio al 14 agosto 1948,
con una delegazione di 7 atleti impegnati in 2 discipline,
aggiudicandosi 1 medaglia d'argento.

## Medagliere

### Per discipline
| Sport            | Oro | Argento | Bronzo | Totale |
| ---------------- | --- | ------- | ------ | ------ |
| Atletica leggera | 0   | 1       | 0      | 1      |
| Totale           | 0   | 1       | 0      | 1      |

### Medaglie
| Medaglia | Atleta       | Sport            | Evento             |
| -------- | ------------ | ---------------- | ------------------ |
| Argento  | Duncan White | Atletica leggera | 400 metri ostacoli |